# Lee Kyung-Keun
Lee Kyung-Keun, född den 7 november 1962, är en sydkoreansk judoutövare.
Han tog OS-guld i herrarnas halv lättvikt i samband med de olympiska judotävlingarna 1988 i Seoul.